# 민다나오땃쥐쥐
민다나오땃쥐쥐(Crunomys melanius)는 쥐과에 속하는 설치류의 일종이다. 필리핀에서만 발견된다.

## 특징
꼬리 길이 68~95mm를 제외한 몸길이가 98~122mm인 작은 설치류다. 발 길이는 24~29mm이고 귀 길이는 15mm, 몸무게는 최대 71g이다. 가시털이 무성하게 덮여 있다. 등 쪽은 짙은 갈색을 띠는 반면에 배 쪽은 회색과 검은색이 섞여 있다. 귀와 발은 갈색과 검은색을 띤다.

## 생태
낮에 땅 위에서 주로 생활하는 주행성, 육상성 동물이다. 먹이는 절지동물과 기타 곤충 등이다.

## 분포 및 서식지
필리핀 민다나오섬의 카미긴주와 레이테섬에 널리 분포한다. 해발 최대 1,550m 이내의 편평한 숲에서 서식한다. 서식지 변화에 내성을 갖고 있다.